# Парфенова (Верх-Иньвенское сельское поселение)
Парфенова — деревня в Кудымкарском районе Пермского края. Входила в состав Верх-Иньвенского сельского поселения. Располагается на реке Парушор юго-западнее от города Кудымкара. Расстояние до районного центра составляет 35 км. По данным Всероссийской переписи населения 2010 года, в деревне проживал 51 человек (25 мужчин и 26 женщин).

## История
По данным на 1 июля 1963 года, в деревне проживало 105 человек. Населённый пункт входил в состав Деминского сельсовета.